# 麻雀牌
| 萬子（マンズ/ワンズ） |
| --------------------- |
|                       |
| 筒子（ピンズ）        |
|                       |
| 索子（ソウズ）        |
|                       |
| 四風牌 / 風牌         |
|                       |
| 三元牌                |
|                       |
| 花牌                  |
|                       |

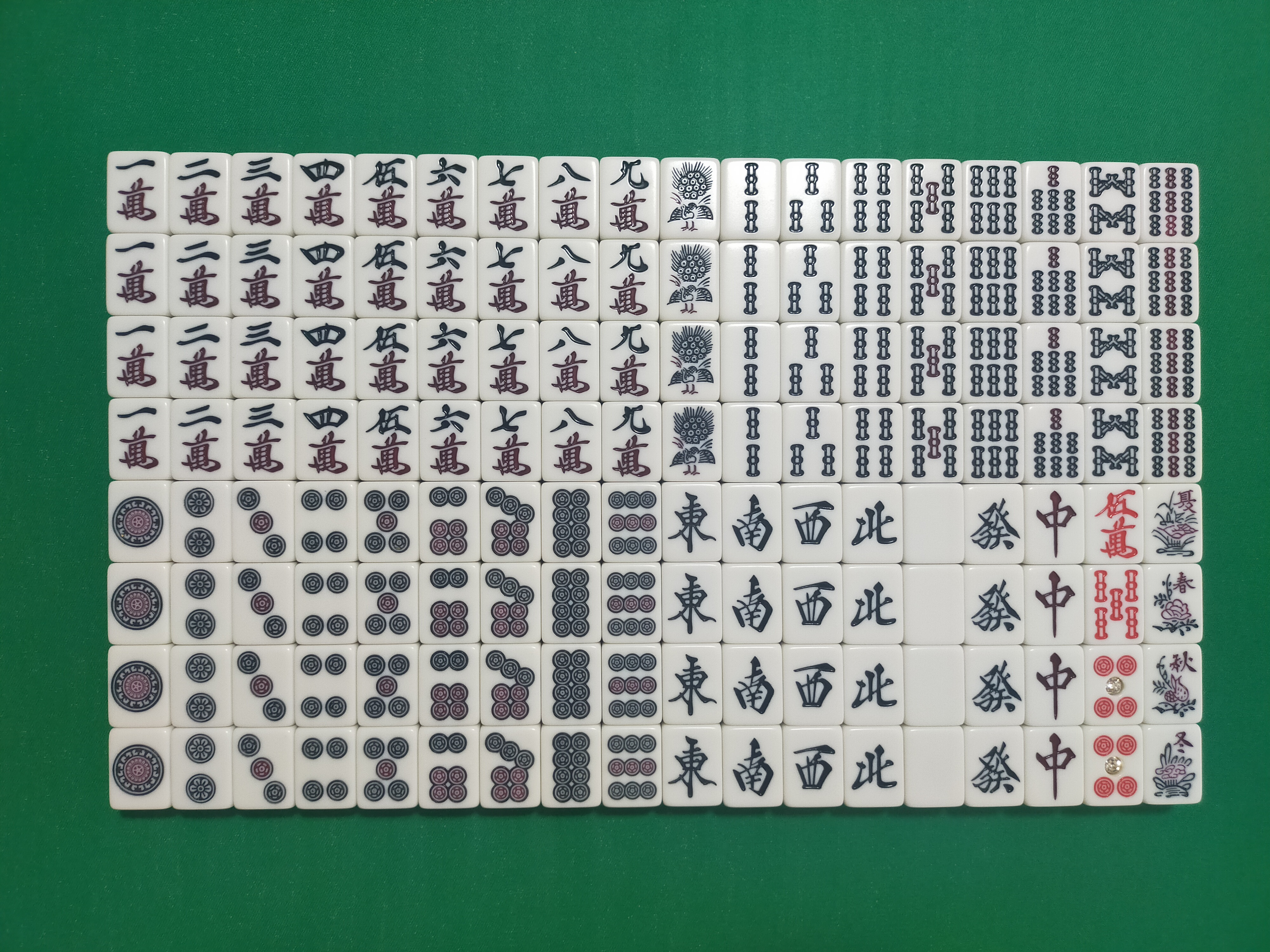
日本で使用されている一般的な麻雀牌。五萬も人偏のついた「伍」である

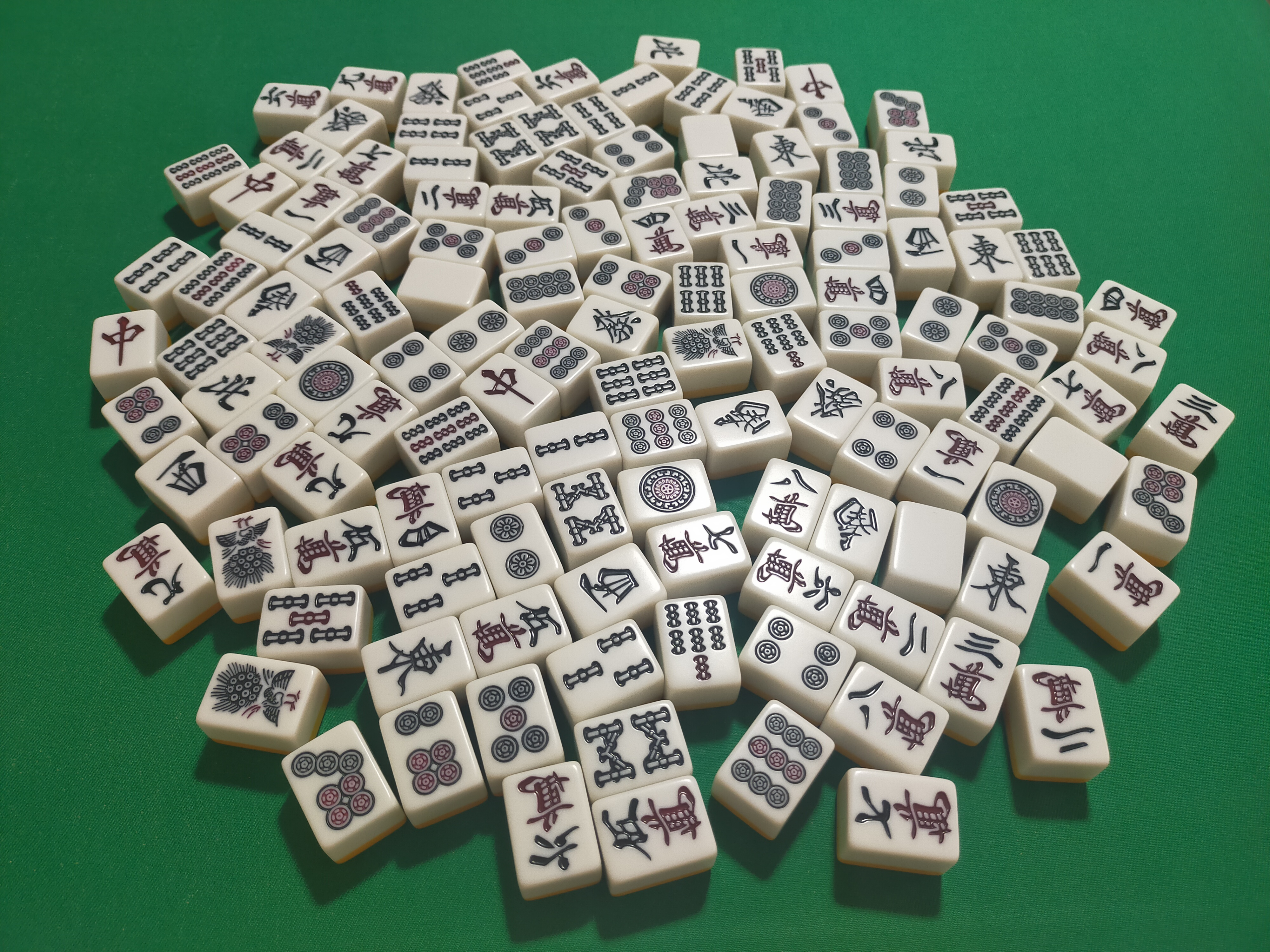
混ぜられた麻雀牌。

麻雀牌（マージャンぱい）は麻雀を行う際に使われる用具のひとつである。単に牌（はい、ぱい）と称されることも多い。英語では「タイル(tile)」と呼ぶ。
日本で広く行われている清麻雀では、花牌を除いた萬子（マンズ/ワンズ）・筒子（ピンズ）・索子（ソウズ）・字牌（ツーパイ）の136枚を使用する（麻雀牌のセット自体は、花牌・赤牌・予備など8枚を加えた144枚が一般的である）。萬子・筒子・索子は数牌（シュウぱい、すうぱい）と呼ばれ、それぞれ一から九までの区別がある。字牌はさらに四風牌と三元牌とに分かれ、風牌は東南西北の4種、三元牌は白發中の3種である。以上の34種がそれぞれ4枚ずつ使われる。その為牌を用いて神経衰弱でも遊ぶ事ができる。
なお、萬・筒・索の五を赤く塗った赤牌が常時ドラとして近年頻繁に使用されるほか、古典的なルールである花麻雀では、抜きドラとして花牌も使用される。

## 材質

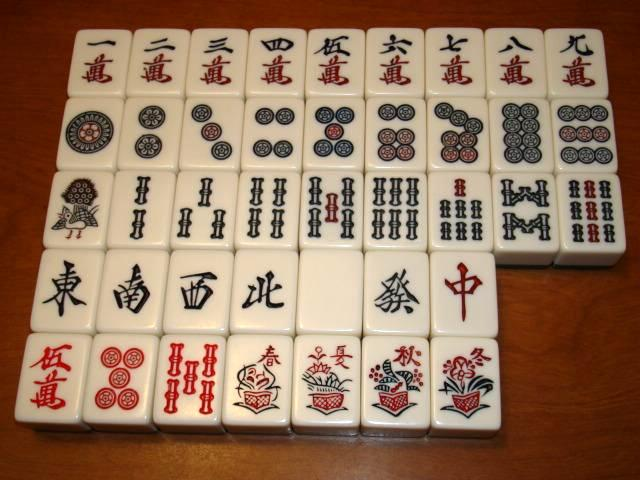
日本で一般的なタイプの牌であるユリア樹脂牌。

現在、日本では主にユリア樹脂、またはカゼイン樹脂製のものが一般的である（中国ではアクリル樹脂製が多い）。ユリア樹脂製の牌では、通常、重量を増やすために中に鉄が埋め込まれている。また、自動卓用の牌においては、牌の表裏を揃えるために磁石が埋め込まれている。
また、珍しい材質として木、紙、ガラス、真鍮、アルミニウム、ヒスイ、象牙やメノウ、純金、金メッキ、シェル（貝殻）などで作ったものがある。ガラス製のものは透明ながらも裏から見ると牌の種類が判別出来ないように工夫されており、紙製のものは麻雀牌の図柄が印刷されたカード型のものが出回っている。また、紙製カードの裏面をマグネットシートに加工しているタイプも存在する。

### 歴史
麻雀の用具は骨牌を始祖としており、古くは牛骨、鯨骨のものが主流であった。骨牌の背は竹であった（これを竹牌と呼ぶ）が、竹牌は欠けやすく、牌ごとに木目が微妙に異なることから、ガン牌ができる懸念もあり、昭和後期頃に、ねり牌と呼ばれるプラスチック製が普及しだすと衰退した。現在では職人もいなくなり、国内での骨牌・竹牌の生産は途絶した。プラスチック牌も様々な素材が試され、主に耐久性の点で現在の材質に落ち着いた。
全自動卓では、前の局の競技中に全自動卓内で次局の山が積まれるため、ひとつの全自動卓において背の部分の色が異なる2組の牌（緑の組と青の組、青の組と黄色の組など）を使用し、間違いや不正を防止している。

## 牌の大きさ
現在、日本で主に使われている牌の大きさは、縦26mm×横20mm×厚み16mm 程度である。全自動卓などでは、縦28mm×横21mm×厚み16mm〜縦30mm×横22mm×厚み17mm牌が使われていることが多い。通常、牌の縦横比は4：3である。麻雀牌は、製造年代や製造業者によってわずかに大きさが異なる。全自動卓用の牌は、手積み用の牌よりも若干牌や図柄が大きいものが多い（見やすいため）。歴史的には、牌は少しずつ大きくなってきている（見やすく扱いやすく、またイカサマを防止するために「隠しにくく」）。
中国や香港などで一般的に使われている麻雀牌は、日本の牌の1.5〜2倍くらいの大きさがある。日本ではこれをゲタ牌と呼んでいる。大きいものでは、ゲタ牌よりももっと大きい牌もある。小さい牌は、普通の牌の半分〜1/3の大きさのミニ牌がある。

## デザイン
麻雀牌のデザインは、大まかには以下の紹介における画像と一致する。
ただしこれは中国風のデザインであり、他にもいくつかのバリエーションがある。
|  |

- 日本や欧米で使われている牌では、五萬の「五」はにんべんの付いた「伍」の字が一般的である。
- 三元牌の白は、日本では無地のものが一般的であるが、日本以外ではフレームのようなものが書かれているのが一般的である。一部の牌では文字で白と書かれていたり、フレーム・縁どりのようなものが書かれていることもある。特に牌全体が同一色になっている特殊な牌セットでは、牌の背も牌の腹も無地だと表裏の区別が付きにくいため、牌の腹になんらかの加工が施されている。

| 子+矢の發 |

- 三元牌の發の字は、文章中および画像では旧字体の「發」を使うことが多いが、日本国内で製造・流通している麻雀牌では「殳」の部分を「矢」に変えた異体字「[注 1]」を使うことが多く、「弓」の部分を「子」に変えた異体字「」を使うこともある。旧字体（繁体字・正体字）の「發」は現在でも香港や台湾などで使われている字体で、簡体字を使用している中国大陸でも国内で使用される麻雀牌では「發」を使用している。
- 八索は、「上がW形、下がM形」の配置が一般的だが、誤って逆の「上がM形、下がW形」の配置になっているものも存在する。また、一部には「米」の字型や「×」字型のデザインも存在する[1]。

|  |

- 一索のデザインは、日本では通常孔雀がデザインされているが、国・地域・製造業者によって異なる。骨董品の中には鶴、雀といった別の鳥類がデザインされているものもあるほか、タケノコや魚がデザインされている稀少品も存在する[1][2]。右に一索の図案の例の一部を示す。
- 花牌のデザインも国・地域によってバラエティに富んでおり、例えばシンガポールでは、春夏秋冬・梅蘭菊竹の花牌8種の他に、「ムカデ」「ネコ」「ネズミ」「ニワトリ」がデザインされている動物牌（Animal Tiles）が使用される[3][4]。（#花牌の節も参照のこと）
- 欧米の牌には、普通インデックスが付されている。これは風牌の漢字・萬子の漢数字を識別するのが難しいためで、右の画像に見る通り、牌の左肩にアラビア数字やアルファベットが振られている。東はEastのE、南はSouthのS、西はWestのW、北はNorthのNである。
- 筒子の丸のデザインは、国・地域・製造業者によって異なる。日本の牌では、筒子の丸の内側の模様は5回対称（回転対称）のものが多い。以下に一筒の丸の図案の例の一部を示す：
- 一筒にトランプの「関税エース」のようにメーカー独自の意匠（トレードマークなど）が施されているものもある。
- 現在までに、花札柄やキャラクターものや宇宙や骨董品のレプリカなど、様々なデザインの牌が作られている。
- また、材質から変更してデザインされた牌もある。牌全体が黒い材質で作られた「ブラック牌」と呼ばれる牌セットは少なくとも1970年代にはすでに登場し、これは1990年代の後半に雑誌近代麻雀（竹書房）の読者プレゼントとして有名になった。[5][6]。過去には、全て赤、白、青、緑、茶色などの牌も作られている。また、透明な麻雀牌も存在し、麻雀牌専門店の市川屋[7]が2003年に透明牌・三透牌（鷲巣牌 アカギ 〜闇に降り立った天才〜より）として開発した。
- 漢字の字体は、中国、香港、台湾では楷書体が、日本では行書体（関西フォントと関東フォント）が使われている。
- 牌の側面については、背面の色と白の2色の層になっているが、層の境界線については、直線のものと、側面中央で白色が背面の層に飛び出ているものがある。後者はかつて牌が象牙や骨等の部分と竹の背の部分とで出来ていた（スライドさせてはめ込み、更ににかわ等の接着剤で固めていた）時代の名残を表したものである。

## 牌の種類
麻雀の牌はいくつかのグループに分かれ、役などに深く関係している。主な分類を以下に示す。
|      |        | 么九牌            | 么九牌      | 中張牌                                         |
| 字牌 | 老頭牌 |                   |             | 中張牌                                         |
| ---- | ------ | ----------------- | ----------- | ---------------------------------------------- |
| 数牌 | 萬子   | ―                 | 一萬 · 九萬 | 二萬 · 三萬 · 四萬 · 五萬 · 六萬 · 七萬 · 八萬 |
| 数牌 | 筒子   | ―                 | 一筒 · 九筒 | 二筒 · 三筒 · 四筒 · 五筒 · 六筒 · 七筒 · 八筒 |
| 数牌 | 索子   | ―                 | 一索 · 九索 | 二索 · 三索 · 四索 · 五索 · 六索 · 七索 · 八索 |
| 字牌 | 風牌   | 東 · 南 · 西 · 北 | ―           | ―                                              |
| 字牌 | 三元牌 | 白 · 發 · 中      | ―           | ―                                              |

- 萬子・筒子・索子の3種が数牌に該当し、字牌は風牌と三元牌に分かれる。
- あとの節でも詳述するが、么九牌とは「字牌7種と老頭牌6種の総称」であり、老頭牌は么九牌に含まれる。

### 数牌
数牌（シュウぱい、すうぱい）とは、麻雀牌のうち、数字と関係付けられる27種類の牌の総称である。元々は、いずれも金銭またはそれに関わるものをモチーフとしている。萬子、筒子、索子より構成され、各種類1〜9まである。（変わったものには、十萬、十筒、十索などが入った牌もある（市川屋 麗龍牌））
数牌のうち、2〜8までの牌を中張牌と言い、1と9の牌を老頭牌と言う。（後述。#中張牌・#老頭牌を参照）
なお、3つ（広義には6つ）離れた数牌のことを「筋（スジ）」というが、これは両門待ちの場合に和了牌となるのが筋の牌だからである。
いずれの数牌も、雀頭にしてもそれに対して符は付かないため、平和における雀頭として認められる。

#### 萬子
萬子（ワンズ/マンズ）とは、一萬から九萬までの9種類の牌の総称である。「萬」とは金銭単位をモチーフとしている。「ワンズ」「マンズ」両方の言い方が一般に流通している。赤ドラ等でない限り、一から九までの漢数字は黒色、「萬」は赤色が一般的である。
牌譜上の略号では漢数字、または1m、2mといった表記をする。

#### 筒子
筒子（ピンズ）とは、一筒から九筒までの9種類の牌の総称である。「筒」とは、貨幣の形状をモチーフとしている。読み方で言えば本来の読みは「トンズ」であるが、古くから銭貨の意味で餅子「ピンズ」とも呼ばれていたため、読みだけ残り現在に至っている。このため、古くは「トンズ」とも言ったが、近年の日本では廃れつつある。
牌譜上の略号では丸囲み数字（PC上では機種依存文字を避けるため括弧囲みのアラビア数字で代用）、あるいは1p、2pといった表記をする。

#### 索子
索子（ソウズ/ソーズ）とは、一索から九索までの9種類の牌の総称である。「索」とは貨幣に通してまとめる縄あるいは竹串をモチーフとしている。
一索だけ、縄や竹串ではなく、鳥をモチーフにしたデザインとなっているが、これは麻雀の歴史の中で、牌のデザインがデフォルメされていった結果として鳥になったというだけのことであり、なぜ鳥の形で落ち着いたのかという点については定かではない。デフォルメ前のデザインが鳥に似ていたから等のいくつかの説が存在するようであるが、真偽ははっきりしない。鳥は一般に孔雀が描かれることが多いが、尾長鶏や鳳凰あるいはひよこ、スズメといった意匠が用いられることもある。また、中には「竹林にパンダ」や「蘭の花」など、鳥以外の意匠のものもある。
牌譜上の略号では単なるアラビア数字、あるいは1s、2sといった表記をする。
上記のうち    は緑色のみが用いられており、これらとだけを使って和了ったときは緑一色という役満が成立する。

#### 中張牌
中張牌（チュンチャンパイ）とは、麻雀牌のうち、数牌の2から8まで（二萬から八萬まで、二筒から八筒まで、二索から八索まで）の21種類の総称である。
断么九（タンヤオチュー）に使用される牌であることからタンヤオ牌とも呼ばれる。
右にも左にも数字が繋がるので順子として使いやすいが、么九牌に比べると大きな役には絡みにくい。

#### 老頭牌
老頭牌（ラオトウパイ/ロウトウハイ）とは、麻雀牌のうち、数牌の1と9（一萬、九萬、一筒、九筒、一索、九索）の6種類の総称である。一九牌（いちきゅうハイ）とも言う。
老頭牌と字牌を合わせて么九牌と呼ぶ。
順子に使えるが、一方にしか数字が繋がらないため中張牌に比べると使いにくい。
全ての面子に老頭牌を絡めると純全帯么九という役になり、老頭牌のみで手を作ると清老頭という役満になる。

### 字牌
字牌（ツーパイ、ジハイ）とは、麻雀牌のうち、数字と関係のない風牌と三元牌の7種類の牌の総称である。
順子に使用できないため数牌よりは使いにくいが、役に絡みやすく多く集められれば大きな点数が得やすい。例えば字牌だけで手を作ると字一色という役満になるほか、字牌と一色の数牌で手を作れば混一色という役が付く。
役の分類では、字牌を含むものには「混」、含まないものには「清」が付く。
例えば1色の牌と字牌のみで作る役を混一色と言い、1色の牌のみで作る役を清一色と言う。混老頭と清老頭の対応もある（純全帯么九/全帯么九は例外）。

#### 風牌
風牌（フォンパイ、カゼハイ）とは、字牌のうち、東（トン、ひがし）、南（ナン、みなみ）、西（シャー、にし）、北（ペー、きた）の4種類の牌の総称である。四風牌（スーフォンパイ、すーふうはい）とも言う。
場や現在の親が誰であるかによって、刻子もしくは槓子が役牌となるかが異なる。また、対子が平和における雀頭として認められるかどうかも異なる。4種類全てを刻子もしくは槓子で揃えると大四喜、3種類を刻子もしくは槓子で揃え残り1種類を雀頭とすると小四喜の役がそれぞれ付き、どちらも役満となる。
牌譜上の略号では、速記のため東を「T」、南を「N」と表記する（西と北はそのまま表記する）。英語圏では当該の方角と同じ頭文字（順にESWN）。

##### 圏風牌
圏風牌（チャンフォンパイ、荘風牌、場風牌、場風とも）は役牌の一種で、場と同じ牌（東場なら東、南場なら南、西場なら西、北場なら北）のことをいう。圏風牌を刻子もしくは槓子とすると1飜役となる。また、雀頭にした場合2符となる。平和における雀頭としては認められない。ルールによっては、半荘で決着が付かず、延長戦が長くなった場合に風牌以外の牌が圏風牌となる場合もある（白場、發場、中場など）。

##### 門風牌
門風牌（メンフォンパイ）は役牌の1種で、自らの門風（親を東とし、反時計まわりに南西北とする）と同じ牌である。自風牌（じかぜはい、自風）とも呼ばれる。
圏風牌（場風）と同じく、門風牌を刻子もしくは槓子にすると1飜役となる。また、雀頭にした場合2符となる。平和における雀頭としては認められない。

##### 連風牌
連風牌（リェンフォンパイ、レンフォンパイ）は役牌の一種で、門風牌であり、かつ圏風牌でもある牌である。ダブ風とも呼ばれ、該当する牌によりダブ東・ダブ南（・ダブ西・ダブ北）とも呼ばれる。連風牌を刻子もしくは槓子とすると、圏風牌と門風牌を合わせて2飜となる。また、雀頭にした場合2符になるルールと、4符になるルールがある。

##### 客風牌
客風牌（コーフォンパイ、きゃくふうはい）とは、役牌ではない風牌のことである。場風牌・門風牌のどちらにもならない風牌は、例えば東場の北家では南と西が該当する。南場の西家では東と北が客風牌である。刻子もしくは槓子にしても役とはならず、雀頭にしてもそれに対して符は付かないため、平和における雀頭として認められる字牌である。オタ風・オタカゼパイとも呼ばれる。

#### 三元牌
三元牌（サンゲンパイ）とは、字牌のうち、白（ハク、しろ）、發（ハツ、あお、漢字は発の旧字）、中（チュン、なか、あるいはあか）の3種類の牌の総称である。場風や門風によらず、刻子もしくは槓子にすると1飜役（役牌）が成立するほか、大三元や小三元などの役において役の成立条件となっている。対子として雀頭にした場合は符点2符が付くため、三元牌を雀頭にすると平和が成立しなくなる。中国語では箭牌（ヂェンパイ）と言い、英語ではDragon Tiles、あるいは単にDragonと称される。なお、日本麻雀におけるドラは、英語圏で三元牌を意味するドラゴンから来たとされる（ドラは元々は懸賞牌と言われていた）。
白發中の正式名称はそれぞれ白板（パイパン）・緑發（リューファ）・紅中（ホンチュン/フォンチュン）である。白發中が何を意味するか・何を象徴しているかについては諸説あり、古く大正末期・昭和初期に複数の麻雀書を刊行している中村徳三郎によれば、礼記の「投壺」を由来として「白は的」「發は矢を投げること」「中は的中」を表しているという。また、報知ルール制定の功労者である天野大三によれば、「白はものごとを公平に行うこと」「發は財を成すこと」「中はものごとに成功すること」を意味するという。日本独自の説としては「白い肌」「緑の黒髪」「紅い唇」という美女の三大要素、あるいは「おしろい」「緑の黒髪」「紅」の組み合わせとされることもある。
三元牌の順番は、日本では「白→発→中」が一般的である。が、中華圏や英語圏では「中→発→白」の順になっている(ドラのルールは日本麻雀独特のものなので、この違いがゲームに影響するわけではない)。
牌譜上の略号では、白と中はそのまま表記するが、發は速記のため「R」と表記する（Rは緑發の頭文字を表す）。また、日本では、柄のない白が用いられる場合が多いが、縁取りがなされたものや、黒字で「白」と書かれたものが用いられる場合もある。

### 么九牌
么九牌（幺九牌、ヤオ九牌、ヤオチューパイ）とは、麻雀牌のうち老頭牌と字牌をまとめた13種の牌の総称である。一九字牌（いちくじはい、いちきゅうじはい）とも呼ばれる。
ヤオは「小さい」→「一」の意味であり、本来は老頭牌を指す用語だったが、適切な老頭牌と字牌を合わせた総称がないということでこの意味に流用されている。中国語では今も老頭牌の意味である。
么九牌を含まない和了が断么九、雀頭と全ての面子に么九牌を含む和了が混全帯么九（字牌がない場合は、純全帯么九）、么九牌だけで作った対々和・七対子が混老頭（字牌がない場合は、清老頭）、全種類の么九牌を集めて内1種を対子にした和了が国士無双である。么九牌を刻子・槓子にすると中張牌のそれの2倍の符が付く。ちなみに中国麻雀では、混老頭は混么九、清老頭は清么九、国士無双は十三么九と呼ばれ、役名から么九牌が関連していることが分かるようになっている。

#### ヤオの漢字について
「么九牌」の「么」は、「幺」の異体字である。かつては表示できない日本語環境も少なくなかったので、カタカナで「ヤオ」と表記されることもままある。
なお、現在の中国では幺の字が使われ、么は別字（麼の簡体字）として扱われている。

### 花牌

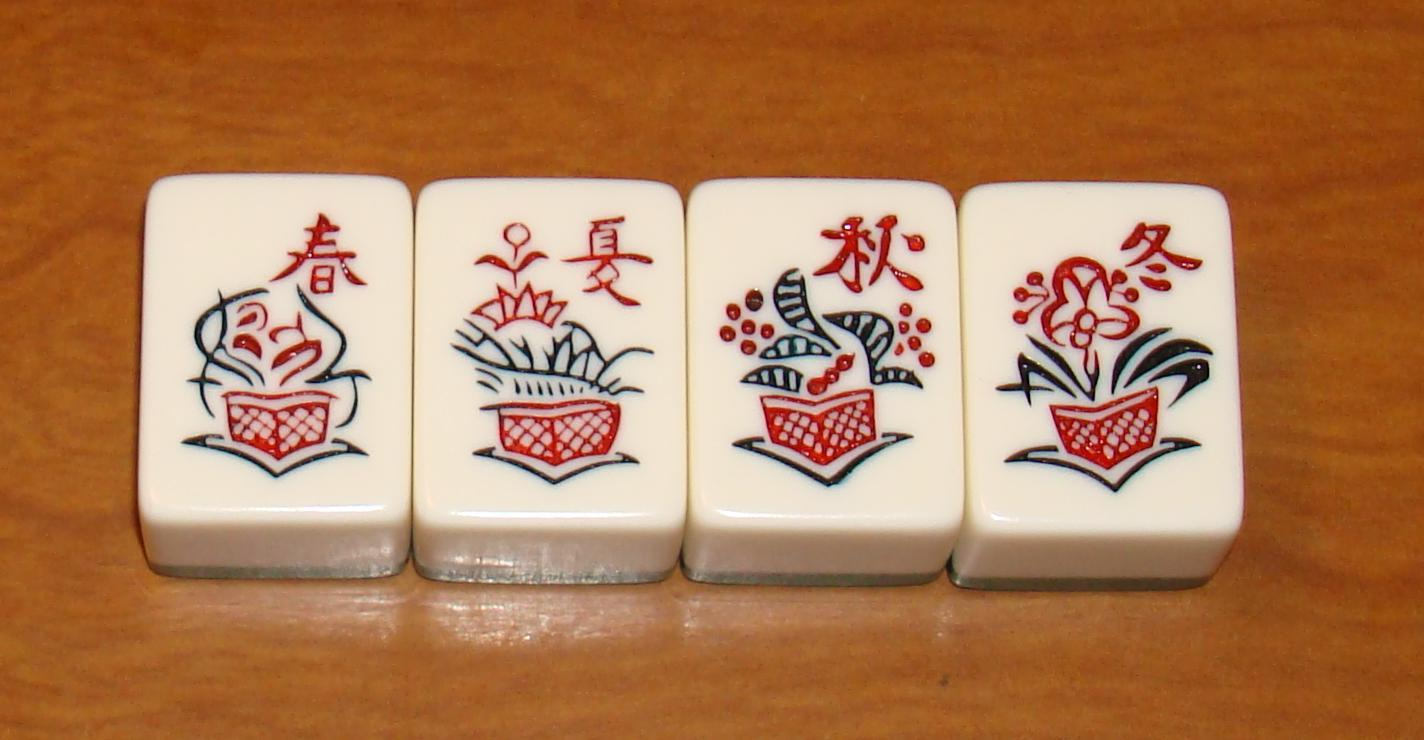
日本の花牌

花牌（ファパイ、ハナハイ）は、四季及び四君子を描いた牌であり、数牌にも字牌にも属さない特殊な牌である。中国麻雀や花麻雀などで使用される。また「梅蘭菊竹」を草木牌や花牌、「春夏秋冬」を季節牌、季牌と呼ぶ場合もある。
四季
四君子

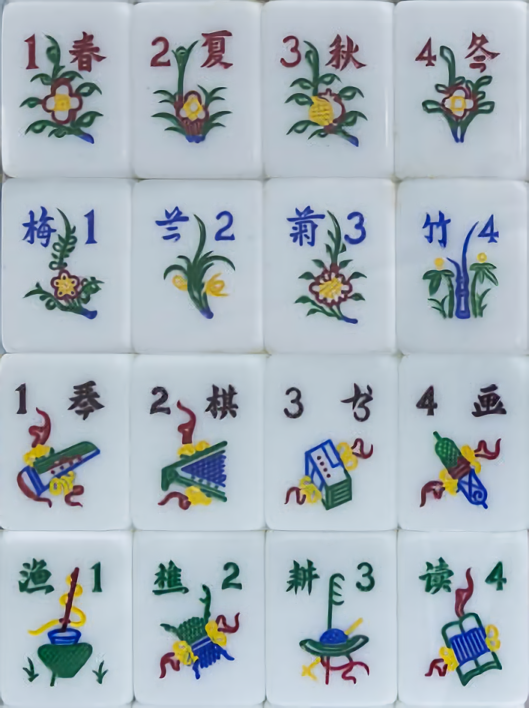
マレーシアの花牌：四季牌（春夏秋冬）と四君子牌（梅蘭菊竹）と四芸牌（琴棋書画）と四業牌（漁樵耕読）

花牌を使う麻雀は花麻雀と呼ばれ、各地で様々な花牌が登場している。
- 琴棋書画
- 漁樵耕読
- 福禄寿貴
- 文明世界
- 皇・后（それぞれ萬子のような意匠で一〜四）
- 沈仲栄(沈万三)と聚寳盆、太公望と魚
- 鶏・ムカデ・猫・鼠

一般的な使用法としては、配牌に花牌がある場合や、花牌をツモってきた場合に横に晒し、新たに嶺上牌を1枚ツモる。晒された花牌は和了時にドラとして扱われる。その扱いは三人麻雀における抜きドラと同じであり、花牌がドラ表示牌の場合はサンマの抜きドラ同様に花牌1枚でドラ2扱いとなる。古いルールやなど一部の取り決めでは、春夏秋冬（梅蘭菊竹）がそれぞれ東南西北に対応していて、対応する風の者が晒した際に翻牌として扱ったり（中国麻雀や台湾麻雀など）、加点やチップ、ボーナス点とする場合もあるほか、4枚すべて、あるいは8枚すべてを集めた場合は役満とするルールもある。
中国麻雀ではボーナス点扱い。台湾麻雀では花牌に関する役があり、例えば1人で8枚全て抜くと手牌に関わらず日本の役満貫相当の役として扱われる。
上海など、麻雀牌を用いたパズルゲームではこれら花牌が登場することが多い。

### 赤牌
図柄の彫り込み部分全体を赤く着色した牌を赤牌（あかはい）という。常時ドラとして扱われるため、赤ドラとも呼ぶ。一般的には、赤牌として五萬・五筒・五索を各1枚ずつ、通常の牌と入れ換えて用いる。一部では、赤五筒を2枚用いて、赤牌を4枚にすることもある。

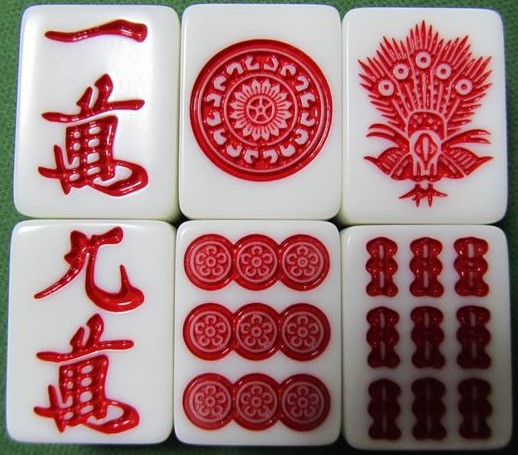
赤老頭

「五」以外の牌を赤牌として用いることもある。

#### 赤字牌
ごく稀に赤字牌またはドラ字牌付きを一枚入れて、それを赤ドラと同義とする場合もある。北の赤牌（赤北）、白の赤牌（白ポッチ）を採用するローカルルールもある。

##### 白ポッチ

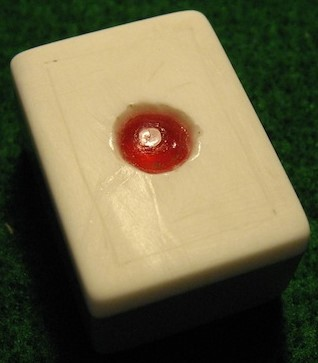
白ポッチ

白（白板）の中央に赤い点（または宝石）を刻み込んだ牌を白ポッチ（しろポッチ）という。4枚ある白のうち1枚と入れ換えて使用する。白ポッチを入れて遊ぶ場合、リーチ一発ツモで白ポッチを引いた時に限りツモ和了を宣言することができ、ツモった白ポッチをオールマイティとして扱うことができる。リーチ一発ツモ以外の局面では白ポッチは単なる白として扱われる。フリー雀荘等でごくまれに採用されている。

### ジョーカー

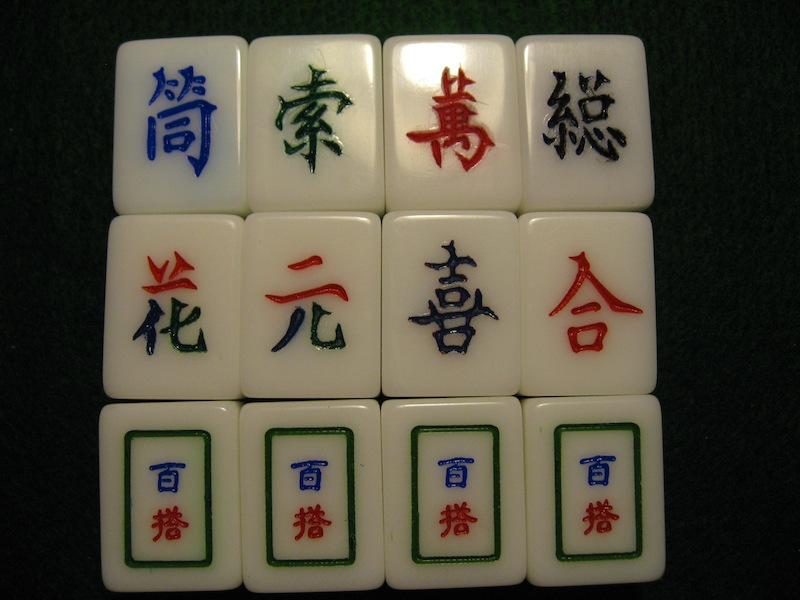
ベトナムのジョーカー（上段右から全牌、萬子、索子、筒子。中段右から数牌、風牌、三元牌、花牌）、中国のジョーカー（下段）

ジョーカーは、任意の牌の代用として使用可能な牌。日本の麻雀ではほぼ採用されることがないが、上海・マレーシア・シンガポール・アメリカ・ベトナムなどの麻雀で使用される。アメリカ麻雀では8枚のジョーカー牌が使用される。シンプルに「ジョーカー」と呼称されるが、中国語の百搭（パイター）という言い方も見られる。百搭は直訳すると「百の搭子」であり、中国では「百搭」と表記されたデザインのジョーカー牌が使用されている。マレーシア人やシンガポール人はジョーカー牌には「飛」と表記されたデザインの牌を使用し、「飛牌」と呼んでいる。
上海もマレーシアもシンガポールのルールでは4枚のジョーカーを用いる。アメリカ式と同じく、すべての牌をジョーカーで代用することができる。
ベトナムにおいては、萬子・筒子・索子・風牌・三元牌・花牌・字牌と花牌・全牌のそれぞれに対するジョーカーがある。

## 牌の表記法
- 漢字で表記する場合
  - 萬子: 漢数字 + 萬（万） → 一萬・二万
  - 筒子: 漢数字 + 筒 → 三筒・四筒
  - 索子: 漢数字 + 索 → 五索・六索
  - 字牌: 東、南、西、北、白、發（発）、中
- 半角英数字で表記する場合
  - 萬子: 半角数字 + m → 1m・2m
  - 筒子: 半角数字 + p → 3p・4p
  - 索子: 半角数字 + s → 5s・6s
  - 風牌: E, S, W, N または 1z・2z・3z・4z
  - 三元牌: D, H, T（プログラム記述などの場合に多い） または P, F, C（インデックスなど） または 5z・6z・7z

- 風牌の表記は英語表記の頭文字(East, South, West, North)、三元牌の表記は白(Pai)、発(Fa)、中(Chung)の頭文字と考えられる。

通常、数牌は半角英数字、字牌は漢字で表記する。
123m456p789s東東東中中
萬子を漢数字、筒子を丸付き数字または丸括弧でくくった算用数字（丸付き数字が機種依存文字のため）、索子を算用数字（アラビア数字）で表記する例もある。
一二三(4)(5)(6)789東東東中中
筒子全体をまとめて(456)などと表記する場合もある。

### 採譜記号
麻雀の進行を記録する牌譜を実戦で採取する際は、速記のため上にある記号をいくつか組み合わせて、また、専用の記号を取り入れて使用する。
1例を示す:
- 萬子: 漢数字 → 一・二・三・四・五・六・七・八・九
- 筒子: 丸付き数字 → ①・②・③・④・⑤・⑥・⑦・⑧・⑨
- 索子: アラビア数字 → １・２・３・４・５・６・７・８・９
- 風牌: T, N, 西, 北
- 三元牌: 白, R, 中

これは日本国内で主に用いられるので、風牌（のうち、漢字の画数が多い東と南）は英語の略である 'E' 'S' ではなく、「トン」「ナン」「シャー」「ペー」の頭文字を取るなどしている。また、ここで使用される 'R' は緑發の略である。

## Unicode
Unicode の U+1F000 - U+1F02B は麻雀牌 (Mahjong Tiles) の絵柄である。
| 記号 | Unicode | JIS X 0213 | 文字参照            | 名称                    |
| ---- | ------- | ---------- | ------------------- | ----------------------- |
| 🀀    | U+1F000 | -          | &#x1F000; &#126976; | 麻雀牌 東 East Wind     |
| 🀁    | U+1F001 | -          | &#x1F001; &#126977; | 麻雀牌 南 South Wind    |
| 🀂    | U+1F002 | -          | &#x1F002; &#126978; | 麻雀牌 西 West Wind     |
| 🀃    | U+1F003 | -          | &#x1F003; &#126979; | 麻雀牌 北 North Wind    |
| 🀄   | U+1F004 | -          | &#x1F004; &#126980; | 麻雀牌 中 Red Dragon    |
| 🀅    | U+1F005 | -          | &#x1F005; &#126981; | 麻雀牌 發 Green Dragon  |
| 🀆    | U+1F006 | -          | &#x1F006; &#126982; | 麻雀牌 白 White Dragon  |
| 🀇    | U+1F007 | -          | &#x1F007; &#126983; | 麻雀牌 一萬             |
| 🀈    | U+1F008 | -          | &#x1F008; &#126984; | 麻雀牌 二萬             |
| 🀉    | U+1F009 | -          | &#x1F009; &#126985; | 麻雀牌 三萬             |
| 🀊    | U+1F00A | -          | &#x1F00A; &#126986; | 麻雀牌 四萬             |
| 🀋    | U+1F00B | -          | &#x1F00B; &#126987; | 麻雀牌 伍萬             |
| 🀌    | U+1F00C | -          | &#x1F00C; &#126988; | 麻雀牌 六萬             |
| 🀍    | U+1F00D | -          | &#x1F00D; &#126989; | 麻雀牌 七萬             |
| 🀎    | U+1F00E | -          | &#x1F00E; &#126990; | 麻雀牌 八萬             |
| 🀏    | U+1F00F | -          | &#x1F00F; &#126991; | 麻雀牌 九萬             |
| 🀐    | U+1F010 | -          | &#x1F010; &#126992; | 麻雀牌 一索             |
| 🀑    | U+1F011 | -          | &#x1F011; &#126993; | 麻雀牌 二索             |
| 🀒    | U+1F012 | -          | &#x1F012; &#126994; | 麻雀牌 三索             |
| 🀓    | U+1F013 | -          | &#x1F013; &#126995; | 麻雀牌 四索             |
| 🀔    | U+1F014 | -          | &#x1F014; &#126996; | 麻雀牌 五索             |
| 🀕    | U+1F015 | -          | &#x1F015; &#126997; | 麻雀牌 六索             |
| 🀖    | U+1F016 | -          | &#x1F016; &#126998; | 麻雀牌 七索             |
| 🀗    | U+1F017 | -          | &#x1F017; &#126999; | 麻雀牌 八索             |
| 🀘    | U+1F018 | -          | &#x1F018; &#127000; | 麻雀牌 九索             |
| 🀙    | U+1F019 | -          | &#x1F019; &#127001; | 麻雀牌 一筒             |
| 🀚    | U+1F01A | -          | &#x1F01A; &#127002; | 麻雀牌 二筒             |
| 🀛    | U+1F01B | -          | &#x1F01B; &#127003; | 麻雀牌 三筒             |
| 🀜    | U+1F01C | -          | &#x1F01C; &#127004; | 麻雀牌 四筒             |
| 🀝    | U+1F01D | -          | &#x1F01D; &#127005; | 麻雀牌 五筒             |
| 🀞    | U+1F01E | -          | &#x1F01E; &#127006; | 麻雀牌 六筒             |
| 🀟    | U+1F01F | -          | &#x1F01F; &#127007; | 麻雀牌 七筒             |
| 🀠    | U+1F020 | -          | &#x1F020; &#127008; | 麻雀牌 八筒             |
| 🀡    | U+1F021 | -          | &#x1F021; &#127009; | 麻雀牌 九筒             |
| 🀢    | U+1F022 | -          | &#x1F022; &#127010; | 麻雀牌 梅 Plum          |
| 🀣    | U+1F023 | -          | &#x1F023; &#127011; | 麻雀牌 蘭 Orchid        |
| 🀤    | U+1F024 | -          | &#x1F024; &#127012; | 麻雀牌 竹 Bamboo        |
| 🀥    | U+1F025 | -          | &#x1F025; &#127013; | 麻雀牌 菊 Chrysanthemum |
| 🀦    | U+1F026 | -          | &#x1F026; &#127014; | 麻雀牌 春 Spring        |
| 🀧    | U+1F027 | -          | &#x1F027; &#127015; | 麻雀牌 夏 Summer        |
| 🀨    | U+1F028 | -          | &#x1F028; &#127016; | 麻雀牌 秋 Autumn        |
| 🀩    | U+1F029 | -          | &#x1F029; &#127017; | 麻雀牌 冬 Winter        |
| 🀪    | U+1F02A | -          | &#x1F02A; &#127018; | 麻雀牌 百搭 Joker       |
| 🀫    | U+1F02B | -          | &#x1F02B; &#127019; | 牌の裏面 Back           |